# Dusona graptor
Dusona graptor là một loài tò vò trong họ Ichneumonidae.